# Yuetang
För andra betydelser, se Yuetang (olika betydelser).
Yuetang är ett stadsdistrikt och säte för stadsfullmäktige i Xiangtan i Hunan-provinsen i södra Kina.